# 足手荒神
足手荒神為日本民間信仰的神祇，信徒主要分布在北、中九州一帶，又稱手足荒神。

## 概要

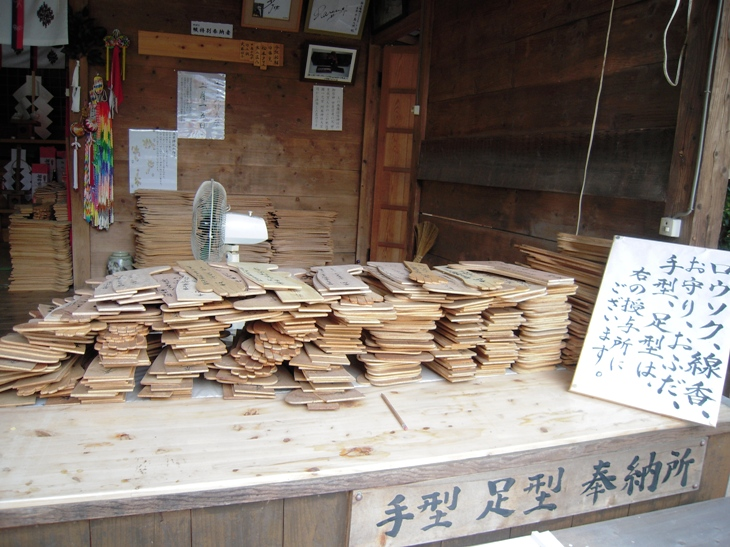
熊本縣上益城郡嘉島町甲斐神社的手、腳形木板貢物

足手荒神起源於日本民眾受手、腳病痛（如挫傷、扭傷、骨折等）所苦，於是祭拜神明祈求早日痊癒。這種信仰的特徵是向神明貢獻手、腳形貢物，其中還有固定患部用的石膏、拐杖等，也有用手、腳形狀物撫摸患部之貢物。分布範圍則為秋田縣男鹿市、福岡縣久留米市田主丸町和三井郡大刀洗町、熊本縣全縣、大分縣竹田市、豐後大野市、玖珠郡九重町和日田市等地，此信仰甚至從大分縣跨海傳向四國地方。同一種信仰在大分縣別府市被稱作手足荒神，速見郡、大分市、熊本縣玉名市岱明町等地也有人祭拜「手足荒神」。熊本縣嘉島町甲斐神社（又稱中郡甲斐神社）、大津町西鶴甲斐神社、八代市醫王寺等皆通稱為「足手荒神」。
其實像這種向足手荒神獻上手、腳形貢物的習俗，亦散見於日本各地，諸如岩手縣北上市立花千手觀音堂、栃木縣足利市五十部町大手神社、新潟縣村上市葡萄河内神社、福井縣三方上中郡三方石觀世音、靜岡縣濱松市天龍區水窪町足神神社、岡山縣新見市大佐上刑部足王樣、福岡縣福岡市東區蒲田曾我神社、福岡縣福岡市博多區吉塚飛來神社、福岡縣太宰府市太郎左近太郎左近社、福岡縣糸島市志摩稻留瑠璃光寺、福岡縣宗像市吉留現人神社、福岡縣篠栗町城戶城戶千手觀音堂（又稱足手觀音堂）等皆是。

### 信仰對象
八代市醫王寺、阿蘇市西巖殿寺等將青面金剛視為足手荒神信仰膜拜，此為庚申信仰的本尊，具有驅逐病魔的法力。西巖殿寺的青面金剛神像前有一顆黑色圓形鏡石，傳說撫摸後可治癒患部。大分縣竹田市飛田川和熊本縣小國町的足手荒神皆自此分靈，信徒遍佈大野郡、直入郡等地區。熊本市中央區本覺寺裡的足手荒神形象，則是該寺第22任住持掘出之五輪塔丸石。玉名市岱明町的足手荒神也是類似情況，將各處收集而來的五輪塔石塊堆疊成「六輪塔」。
熊本縣山鹿市的宗泉寺供奉了「足手三寶大荒神」，同樣地八代市醫王寺的牌位上同時並刻著三寶荒神的漢字與梵字。民俗學學者丸山學調查發現這屬於一種庚申祭典，發展多年來已經與三寶荒神信仰結合。位於熊本縣嘉島町的甲斐神社祭祀日本戰國時代武將甲斐親英，據說他手、腳負傷而亡，甲斐神社則成為足手荒神的總本社；同縣和水町、菊池市下古閑集落、大津町的西鶴甲斐神社等皆是由此神社分靈而建。不過同樣在熊本縣，按學者赤峰太郎考究舊飽託郡的足手荒神後，卻認為祂是戰國時代某個罹患手足疾病的落難武士，被敵人追殺至此地，身故後立為足手荒神。
至於別府市南立石的手足荒神，前來祭拜的信徒則奉獻手型、足形物體（如手、足形木板，或者一張寫滿「足」的紙）以祈求早日康復。此神明之神蹟故事也跟武士有關：慶長5年（1600年）黑田孝高對上大友義統的石垣原之戰爆發的前日半夜，黑田方的斥侯因摔落山崖手腳骨折，不幸被大友方捕獲。該名斥侯大叫：「趕快取我項上人頭！但是我死後要幫助手、腳有傷痛的人們！」隨即遭到問斬。大友方的大將吉弘統幸聽聞此事，親手將之厚葬。後來在合戰中手腳不幸受傷的兵士前來祭拜後，竟不可思議地迅速痊癒，於是建立一座「手足荒神」祠堂。現在，該神社的信徒甚至遠從大分縣速見郡而來，可見其信仰影響範圍。
玖珠郡九重町的二日市足手荒神社現在雖以少彥名神為主祭神，但有人據資料推斷室町時代該社之神像乃是刻有藥師如來的石造寶塔。其實，這兩位神祇皆是著名的醫藥之神。

### 分布範圍

#### 秋田縣
- 足手荒神（秋田縣男鹿市船川港本山門前）
- 足手荒神（秋田縣男鹿市拂戶）：漫畫家水木茂看完《日本民俗圖錄》的照片後，曾數度拜訪此地，並在自己的作品中創作出「手足之神」[9]。

#### 福岡縣
- 足手荒神（福岡縣久留米市草野町）

#### 熊本縣
- 本覺寺之足手荒神〔上市守靈神〕（熊本縣熊本市中央區橫手1-14-20）
- 足手大荒神（熊本縣熊本市西區河内町野出）
- 醫王寺之足手荒神（熊本縣八代市袋町5-34）
- 足手荒神（熊本縣八代市日奈久東町）
- 足手荒神石塔、甲斐神社（熊本縣荒尾市府本下區〔敵見坂〕）
- 足手荒神（熊本縣荒尾市樺〔中平〕）
- 瀨川之足手荒神（熊本縣水俁市幸町）：創立時間與由來不明，神像為波形模様的自然石，甚為特殊。
- 袋之足手荒神（熊本縣水俁市袋）：當初神像為自然石，但現在改為石造佛像。
- 手足荒神（熊本縣玉名市岱明町）
- 宗泉寺之足手三寶大荒神（熊本縣山鹿市藤井999）
- 甲斐神社〔足手荒神〕（熊本縣山鹿市山鹿196）：大宮神社之攝末社。
- 足手荒神（熊本縣山鹿市菊鹿町松尾〔大林〕）
- 下古閑之足手荒神（熊本縣菊池市小木）：神像為石造立像。
- 黑竹之足手荒神（熊本縣菊池市原）
- 金峰之足手荒神（熊本縣菊池市重味）
- 燒野之足手荒神（熊本縣菊池市班蛇口治部古閑）
- 足手荒神（熊本縣上天草市大矢野町登立〔成合津〕）
- 足手荒神（熊本縣上天草市松島町教良木）
- 西巖殿寺之足手荒神（熊本縣阿蘇市黑川1114）
- 西湯浦八幡宮之足手荒神（熊本縣阿蘇市西湯浦）
- 足手荒神（熊本縣玉名郡玉東町木葉）
- 足手荒神（熊本縣玉名郡玉東町上木葉〔土生野〕）
- 立山之足手荒神〔手足之神樣〕（熊本縣玉名郡和水町板楠）
- 足手荒神（熊本縣玉名郡和水町日平〔北迫〕）：植有一棵稱作「足手荒神之榊」的紅淡比大樹。
- 西鶴甲斐神社（熊本縣菊池郡大津町大字室1030）：主祀甲斐親直。
- 足手荒神（熊本縣阿蘇郡小國町大字宮原）：傳說御用石工下城德松應藩主之徵召前往熊本城，途中覺得腳痛無法行走，於是信奉足手荒神的下城一心向之祈求保佑，果然又可以步行。後來藩主命令下城進行建築工事，下城從斷崖上和大石一同落下，手腕挫傷、不省人事，一度命在旦夕。再度向足手荒神祈求保佑下，身體居然很快就復元了。從此之後，下城迎請足手荒神之分靈，並於該地親自蓋了一座祠堂，形成當地的足手荒神信仰[10]，7月15日乃該社之足手荒神祭典。
- 足手荒神（熊本縣阿蘇郡產山村田尻上田尻〔上和田〕）
- 足手荒神社（熊本縣阿蘇郡南阿蘇村大字河陰5306-7）：供奉被其父甲斐親直所殺的仙千代宣成。慶應2年（1866年）間編纂的《南鄉事蹟考》記載「此墓十年前以足手荒神之名，受敬拜者眾」，而足手荒神碑前的石造花立上書「天保拾弍年」（1841年），故推定1840年代該地已形成足手荒神信仰。
- 甲斐神社〔中郡甲斐神社〕（熊本縣上益城郡嘉島町上六嘉2242）：詳見後述。
- 大瀨田之足手荒神（熊本縣八代郡冰川町高塚土穴瀨）

#### 大分縣
- 本町之手足荒神（大分縣大分市大字野津原）
- 手足荒神（大分縣別府市南立石一區5組-1）
- 足手荒神（大分縣日田市前津江町赤石本村）
- 丸山公園内之足手荒神（大分縣竹田市直入町大字長湯）
- 藤目之足手荒神（大分縣竹田市直入町大字下田北藤目）
- 足手荒神（大分縣竹田市久住町添津留〔米賀〕）
- 足手荒神社〔足手皇神〕（大分縣竹田市飛田川字天神）
- 足手荒神（大分縣竹田市飛田川字坂折）
- 足手荒神（大分縣竹田市拜田原）
- 足手荒神（大分縣竹田市次倉宮戶）
- 足手荒神（大分縣竹田市次倉妙見）
- 足手荒神（大分縣竹田市小野）
- 足手荒神（大分縣竹田市刈小野）
- 二日市足手荒神社（大分縣玖珠郡九重町大字松木）：當初玖珠川的支流松木川上築有一座松木橋可達神社，但因廟公離開而日漸荒廢。明治34、35年之際曾遷座，接著昭和48年因參拜者日漸增多，而移至現地，號稱信徒有1萬餘人。每年4月10日及9月10日的重大祭典，不只大分縣境内的信徒，連福岡縣、大分縣北部的豐前地方等地也有信徒前往參與，相當熱鬧。

## 腳註
1. ↑  參見（日語）《日本社会におけるアニミズム的汎神論の世界 （页面存档备份，存于）》，伊藤幹治著，頁180-181。
2. ↑  《四国の民間信仰》，金澤治著，明玄書房，1973年。
3. ↑  參考《日本の民俗 44 大分》，染矢多喜男著，第一法規出版，1973年，頁140。
4. ↑  請見丸山學之著作《熊本県民俗事典》，日本談義社，1965年，頁271。
5. ↑  很多研究認為「赤峰太郎」是民俗學學者柳田國男的筆名，請看（日語）熊本大学学術リポジトリ：『郷土研究』創刊号と高木敏雄 （页面存档备份，存于），頁8。
6. ↑  請看〈同情悲願の御利益〉，《鄉土研究》第1卷第2號，大正2年4月。
7. ↑  請看〈改訂 石垣原合戦の史跡について〉，矢島嗣久著，《別府史談》，2007年3月，頁74。
8. ↑  參閱《生きている民俗探訪大分》，染矢多喜男著，第一法規出版，1979年10月，頁108。
9. ↑  請見水木茂繪製的《水木しげるの妖怪事典》、《妖怪画談》等書。
10. ↑  請見《小国郷土誌》第153頁或《小国郷史》第615頁。

## 外部連結
- （日語）足手荒神-甲斐神社
- （日語）熊本県庁 - 六嘉の足手荒神（ろっかのあしでこうじん）[永久]
- （日語）嘉島町商工会 - 足手荒神大祭（甲斐神社）